# Kōsuke Nakamura
Kōsuke Nakamura (jap. 中村 航輔 Nakamura Kōsuke; ur. 27 lutego 1995 w Tokio) – japoński piłkarz grający na pozycji bramkarza w japońskim klubie Kashiwa Reysol i reprezentacji Japonii.

## Kariera klubowa
Od 2013 roku występował w klubach Kashiwa Reysol i Avispa Fukuoka.

## Kariera reprezentacyjna
Został powołany do kadry na Igrzyska Olimpijskie w 2016 roku.
31 maja 2018 został powołany do ostatecznej 23-osobowej kadry na Mistrzostwa Świata 2018 w Rosji.